# Liste der Baudenkmale in Garz (Usedom)
In der Liste der Baudenkmale in Garz sind alle denkmalgeschützten Bauten der Gemeinde Garz (Mecklenburg-Vorpommern) und ihrer Ortsteile aufgelistet. Grundlage ist die Veröffentlichung der Denkmalliste des Landkreises Ostvorpommern mit dem Stand vom 30. Dezember 1996. 

## Baudenkmale nach Ortsteilen

### Garz
| ID | Lage                             | Bezeichnung                                | Beschreibung                                                                         | Bild                                       |
| -- | -------------------------------- | ------------------------------------------ | ------------------------------------------------------------------------------------ | ------------------------------------------ |
|    | Ernst-Thälmann-Straße 4 (Karte)  | Haustür                                    |                                                                                      |                                            |
|    | Ernst-Thälmann-Straße 14 (Karte) | Wohnhaus                                   |                                                                                      |                                            |
|    | Friedensstraße 11 (Karte)        | Wohnhaus und Scheune                       |                                                                                      |                                            |
|    | Friedensstraße 18 (Karte)        | Wohnhaus                                   |                                                                                      |                                            |
|    | Karl-Marx-Straße 2/3 (Karte)     | Fassade                                    |                                                                                      |                                            |
|    | Karl-Marx-Straße 11 (Karte)      | Haustür                                    |                                                                                      |                                            |
|    | Karl-Marx-Straße 12 (Karte)      | Haustür                                    |                                                                                      |                                            |
|    | (Karte)                          | Kirche mit Glockenstuhl und Friedhofsmauer | Der kleine ziegelgedeckte Feldsteinbau wurde wohl noch im 13. Jahrhundert errichtet. | Kirche mit Glockenstuhl und Friedhofsmauer |
|    |                                  | Kriegerdenkmal (westlich der Kirche)       |                                                                                      | Kriegerdenkmal (westlich der Kirche)       |
|    | MTS-Straße 3 (Karte)             | Haustür                                    |                                                                                      |                                            |

## Quelle
- Bericht über die Erstellung der Denkmallisten sowie über die Verwaltungspraxis bei der Benachrichtigung der Eigentümer und Gemeinden sowie über die Handhabung von Änderungswünschen (Stand: Juni 1997; PDF, 934 kB)

- Karte mit allen Koordinaten:
- OSM |
- WikiMap